# اسپک‌ایر
اسپک‌ایر (به انگلیسی: Specair) یک شرکت هواپیمایی است. دفتر مرکزی اسپک‌ایر در مسکو، روسیه واقع شده‌است و قطب این شرکت هواپیمایی در مسکو، روسیه قرار دارد.